# Karin Ruckstuhl
Karin Ruckstuhl, född 2 november 1980 i Baden, Schweiz, är en nederländsk före detta friidrottare som tävlade främst i sjukamp och längdhopp.
Ruckstuhl är innehavare av det nederländska rekordet i både sjukamp och femkamp inomhus. Hennes största merit hittills är då hon tog EM-silver i Göteborg 2006 med det nya nederländska rekordet 6 423 poäng. Hon deltog i olympiska sommarspelen 2004.